# Robert von Ostertag
Robert von Ostertag, född 24 mars 1864 i Schwäbisch Gmünd, död 7 oktober 1940 i Tübingen, var en tysk veterinär.
Ostertag ägnade sig med stor framgång åt veterinärväsendet, i synnerhet dess allmänhygieniska sida. Han tjänstgjorde bland annat vid slakthuset i Berlin och kallades till professor vid veterinärhögskolan 1891 i Stuttgart och 1892 i Berlin. Han var medlem av Reichsgesundheitsrat.
Ostertag uppfann bland annat en metod att bekämpa kreaturstuberkulos. Bland hans många skrifter kan nämnas Handbuch der Fleischbeschau (1892; sjätte upplagan 1910, jämte två band "Wandtafeln") och Leitfaden für Fleischbeschauer (1903; 11:e upplagan 1910). Han utgav från 1890 "Zeitschrift für Fleisch- und Milchhygiene".